# Rudolf Otto
Pour les articles homonymes, voir Otto.
Rudolf Otto (25 septembre 1869 – 6 mars 1937),  théologien luthérien de nationalité allemande, est également spécialiste universitaire de religion comparée.
Dans son ouvrage intitulé Le Sacré, il propose le terme de « numineux » pour qualifier la sphère située au-delà de l'éthique et du rationnel, qui se présente sous le double aspect d'un mystère effrayant et fascinant.

## Biographie
Né à Peine près de Hanovre, dans la province de Hanovre, Rudolf Otto, élevé dans la foi luthérienne, fait ses études au Gymnasium Andreanum de Hildesheim, puis étudie aux universités d'Erlangen et de Göttingen, où il rédige une thèse sur Martin Luther et le Saint-Esprit. Il découvre la pensée d'Albrecht Ritschl et celle de Friedrich Schleiermacher. Il est ensuite distingué par une habilitation à la suite d'une étude sur le philosophe Emmanuel Kant. En 1906, il devient « professeur extraordinaire » de théologie et en 1910, l'université de Giessen lui confère un doctorat honoris causa. Il s'intéresse alors à l'histoire et à la psychologie de la religion (en allemand Religionswissenschaft), dans une optique proche de celle adoptée par Jakob Friedrich Fries. En 1915, il est nommé professeur ordinaire à l'université de Breslau. À partir de 1917, il enseigne à  l'université de Marbourg, l'une des plus importantes universités protestantes du monde.
En 1911 et en 1912, Rudolf Otto entreprend un voyage en Afrique, puis en Inde et au Japon. Il travaille alors à une étude comparée des spiritualités orientale et occidentale, synthétisée dans deux ouvrages : Westöstliche Mystik en 1926 (Mystique d'Orient et mystique d'Occident, Paris, 1951) et Die Gnadenreligion Indiens und das Christentum, en 1930.
En dépit de plusieurs invitations d'autres établissements de renom, Otto décide de demeurer à Marbourg pour le reste de sa vie. En 1929,  il se retire de toute activité professionnelle et décède huit années plus tard des suites d'une pneumonie, après avoir souffert des séquelles d'une chute du haut d'une tour de 20 mètres de hauteur. Certains ont pu dire à cette occasion qu'Otto avait voulu mettre fin à ses jours. Il est inhumé au cimetière de Marbourg.

## Le Sacré
L'ouvrage le plus célèbre d'Otto, Le Sacré, publié en 1917 sous le titre allemand Das Heilige - Über das Irrationale in der Idee des Göttlichen und sein Verhältnis zum Rationalen (Du sacré - Sur l'irrationnel de l'idée du divin et de sa relation au rationnel) est l'un des plus grands succès de la littérature théologique allemande du XXe siècle. L'ouvrage a en effet toujours été réédité, existant actuellement en plus de 20 langues. Otto y définit le concept de « sacré » comme étant numineux, notion relative à une « expérience non-rationnelle, se passant des sens ou des sentiments, et dont l'objet premier et immédiat se trouve en dehors du soi ». Otto crée ce nouveau concept à partir du terme latin « numen », qui se rapporte à la divinité. Le numineux est ainsi un mystère (latin : mysterium), à la fois terrifiant (tremendum) et fascinant (fascinans). Otto propose ainsi un paradigme pour l'étude des religions, se focalisant sur le besoin qu'éprouve le sentiment religieux, considéré comme non réductible et comme une catégorie en soi, de se réaliser. Objet de multiples critiques formulées en 1950 et en 1990, le paradigme d'Otto revient sur le devant de la scène avec la philosophie phénoménologique qui, par certains aspects, s'en rapproche.

## Influence
Otto a exercé une influence profonde sur la théologie et la philosophie des religions, dans la première moitié du XXe siècle. Le théologien américain et allemand Paul Tillich reconnaît son influence sur ses travaux, ainsi que l'anthropologue roumain Mircea Eliade, qui utilise les concepts exposés dans Le Sacré dans son ouvrage de 1957, Le sacré et le profane. Son élève, Gustav Mensching (1901-1978), a par ailleurs poursuivi dans sa ligne de pensée. C. S. Lewis reconnaît aussi l'apport d'Otto, notamment dans son étude du « problème de la souffrance » en théologie. D'autres personnalités enfin peuvent être citées, telles que  Martin Heidegger, Leo Strauss, John A. Sanford (en), Hans-Georg Gadamer, Max Scheler, Ernst Jünger, Joseph Needham, Hans Jonas ou encore Carl Gustav Jung, qui reprend le concept de « numineux » en psychologie.

#### Ouvrages de R. Otto
- (fr) Le Sacré, Payot, Petite Bibliothèque, 1995  (ISBN 978-2228888769)
- (fr) Mystique d'Orient et mystique d'Occident, Petite Bibliothèque, 1996  (ISBN 978-2228889971)
- (en) Naturalism and Religion, London, Williams and Norgate, 1907 [lire en ligne]
- (en) The Life and Ministry of Jesus, According to the Critical Method, Chicago, Open Court, 1908  (ISBN 0-8370-4648-3) [lire en ligne]
- (en) The Idea of the Holy, Oxford University Press, 1923  (ISBN 0-19-500210-5)
- (en) Christianity and the Indian Religion of Grace, Madras, 1928
- (en) India's Religion of Grace and Christianity Compared and Contrasted, New York, 1930
- (en) The philosophy of religion based on Kant and Fries, London, 1931
- (en) Religious essays: A supplement to The Idea of the Holy, London, 1931
- (en) Mysticism east and west: A comparative analysis of the nature of mysticism, New York, 1932
- (en) The original Gita: The song of the Supreme Exalted One, London, 1939
- (en) The Kingdom of God and the Son of Man: A Study in the History of Religion, Boston, 1943
- (en) Autobiographical and Social Essays, Berlin, Walter de Gruyter, 1996  (ISBN 3-11-014518-9)

#### Sur R. Otto
- (en) Todd A. Gooch, The Numinous and Modernity: An Interpretation of Rudolf Otto's Philosophy of Religion (préface par Otto Kaiser et Wolfgang Drechsler), Berlin and New York, Walter de Gruyter, 2000  (ISBN 3-11-016799-9)
- (de) Karl Dienst (de), « Rudolf Otto », dans Biographisch-Bibliographisches Kirchenlexikon (BBKL), vol. 6, Herzberg, 1993 (ISBN 3-88309-044-1, lire en ligne), colonnes 1381–1383 (Article sur Internet Archive)
- Udo Tworuschka (de): Religionswissenschaft. Wegbereiter und Klassiker. UTB, Köln 2011  (ISBN 978-3-8252-3492-8), S. 111–130.